# Salvaterra
Salvaterra är en kommun i Brasilien.   Den ligger i delstaten Pará, i den nordöstra delen av landet, 1 700 km norr om huvudstaden Brasília. Antalet invånare är 20 184. Salvaterra ligger på ön Ilha de Marajó.
Omgivningarna runt Salvaterra är huvudsakligen savann. Runt Salvaterra är det glesbefolkat, med 10 invånare per kvadratkilometer.